# Phrixos

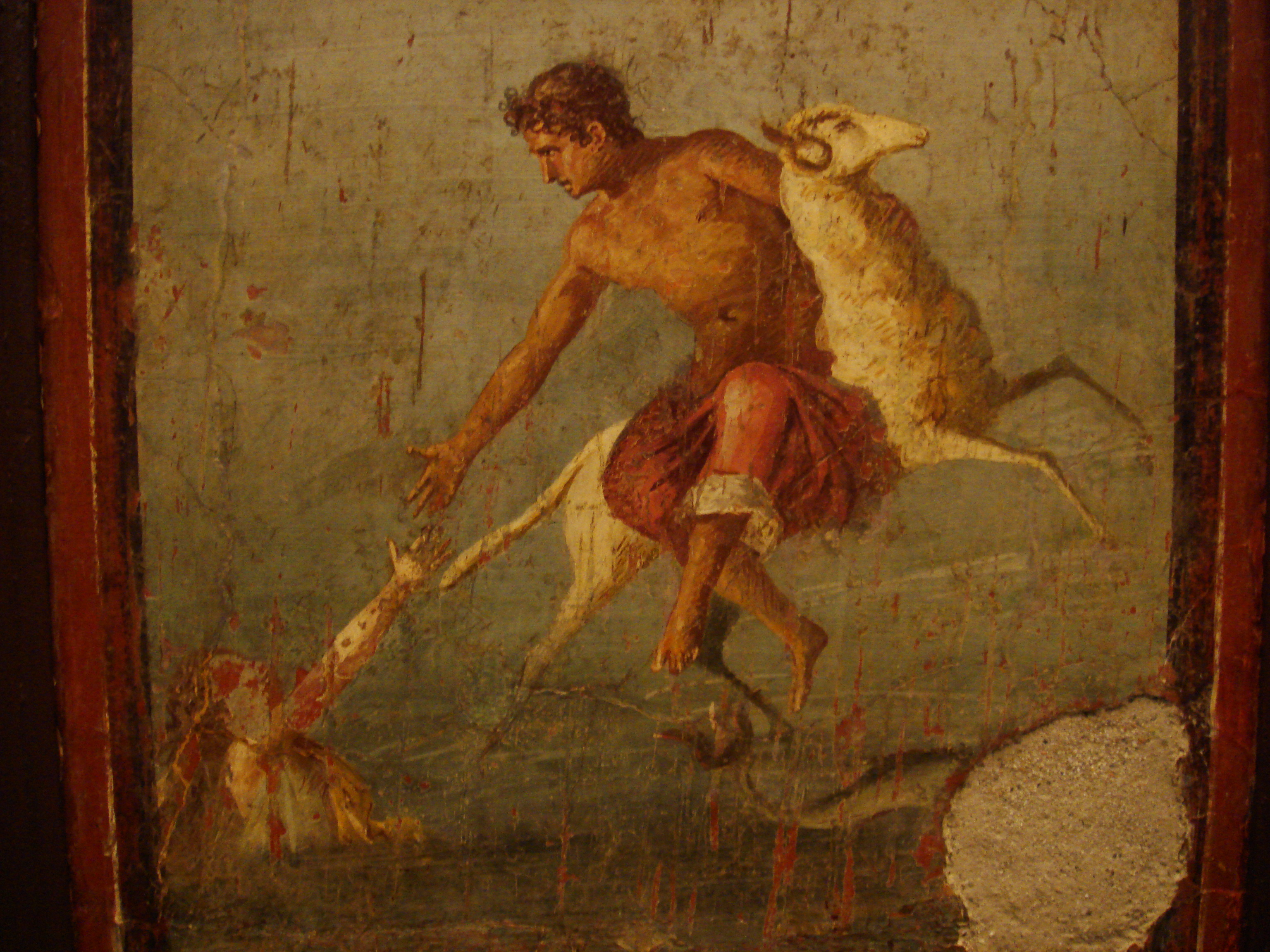
Phrixos und Helle, pompejanische Wandmalerei, Archäologisches Nationalmuseum Neapel

Phrixos (altgriechisch Φρίξος Phríxos) ist in der griechischen Mythologie der Sohn des Königs Athamas von Böotien und seiner ersten Frau Nephele. Seine Schwester ist Helle.
Athamas’ zweite Frau Ino hasst Phrixos und Helle. Ino versuchte, die Zwillinge umzubringen, indem sie alles Korn im Lande röstete, so dass die Saat nicht aufgehen konnte. Die Bauern, aus Angst vor einer Hungersnot, baten ein nahe gelegenes Orakel um Hilfe. Ino bestach die zum Orakel geschickten Männer, dass sie behaupten sollten, das Orakel fordere die Opferung des Phrixos. Bevor er getötet werden konnte, wurden Phrixos und Helle von einem fliegenden Widder namens Chrysomeles gerettet, der durch ihre natürliche Mutter Nephele geschickt wurde. Helle stürzte jedoch auf der Flucht ins Meer, welches daraufhin nach ihr benannt wurde (Hellespont). 
Phrixos gelangt zum König Aietes von Kolchis und erhält dessen Tochter Chalkiope zur Frau. Daraufhin opfert Phrixos den Widder dem Zeus und hängt dessen Fell, das berühmte Goldene Vlies, in einem dem Ares geheiligten Hain auf. Hier wird es von einem niemals schlafenden Drachen bewacht. Das Paar hat die Söhne Argos und Phrontis, die eine wichtige Rolle in der Argonautensage spielen, außerdem Melas und Kytisoros und je nach Überlieferung noch einen fünften Sohn namens Presbon und eine Tochter namens Helle.